# Chandler Bing
Chandler Muriel Bing je postava amerického televizního seriálu Přátelé. Hraje ho Matthew Perry. Do češtiny ho daboval Rostislav Čtvrtlík, případně Aleš Procházka. Chandler to v životě neměl moc lehké. Jeho rodiče se rozvedli, když byl ještě dítě. Otec opustil rodinu kvůli jinému muži – sluhovi. Rodiče mu to oznámili na den Díkuvzdání. Jeho matka je autorkou romantických (spíše erotických) novel. Otec dělá travesty show v Las Vegas pod pseudonymem Helena Handbasket. Jeho velkou láskou byla Janice, kterou zbytek party nenáviděl. Několikrát se dali dohromady a pak se zase rozcházeli. V sedmé sérii si vzal Monicu, dlouhou dobu byl spolubydlícím Joeyho. Během seriálu se od Joeyho přestěhoval k Monice.

## Chandlerův humor
Chandler je známý pro svůj humor. Chandler prohlašuje, že začal používat humor jako obranný mechanismus, když se jeho rodiče rozdělili a Chandlerovi nezbylo nic, než jenom humor. Jednou řekl Joey, že Chandler bez vtipu není Chandler. Když Monica nazvala svého vedoucího jako „největšího srandistu na světě“, měl z toho Chandler trauma a začal vymýšlet sarkastické vtipy. Joey na to přišel jako jediný a řekl to Monice.

## Monica
Vztah s Monikou se začal rozvíjet při Rossově druhé svatbě v Londýně, kde si měl vzít Emily. Při depresi se spolu Monica a Chandler vyspali, později se dovídáme to, že se Monica chtěla vyspat s Joeym. Mezi Moniku a Chandlera se několikrát zamíchá oftalmolog Richard Burke. V poslední epizodě adoptují dvojčata a odstěhují se do domu na předměstí New Yorku.

## Janice
V každé sérii se alespoň jednou objeví Janice, buď jako pronásledující žena, rádkyně nebo přítelkyně Chandlera. Pro Janice je charakteristický její hlas, smích, vizáž a hlavně slova Ach můj bože!. Její celé jméno je Janice Litman Goralniková rozená Hosensteinová a hraje ji Maggie Wheelerová.
Chandler pořádá setkání s tajemnou ženou přes internet, ze které se nakonec vyklube Janice. Jejich vztah trvá do třetí sezóny, kdy se Janice rozhodne opustit svého manžela, aby byla s Chandlerem. Joey ji však vidí, jak se líbá se svým manželem a Chandler se s ní rozejde. Později se Janice opět vrací do života Chandlera. On ji již ale nechce a snaží se jí zbavit, předstírá, že se stěhuje do Jemenu.
V době, kdy Chandler a Monica jakožto manželé nacházejí ideální dům pro svůj společný život, zjišťují, že jejich sousedy mají být právě Janice se svým manželem. Chandler, aby zabránil Janice v koupi domu, předstírá, že ji stále miluje. Ona jeho city k překvapení všech opětuje, avšak nechce rozbít svoji rodinu. A tak plán Chandlera s Monikou – sice ne úplně podle prvotních představ – přesto vychází. V tomto domě pak na konci nachází nový domov pro sebe i své děti.